# Huaca de la Luna
Huaca de la Luna é um sítio arqueológico do Peru, localizado ao norte na região de La Libertad , a cerca de 5 km ao sul de Trujillo na base do Cerro Blanco. Feito de adobe foi construído pela Cultura Moche (Mochica). Está localizado 500 m da Huaca del Sol , que foi construída posteriormente também pelos Moche; entre as duas Huacas a capital moche foi erguida. Atualmente podemos ver diversas pinturas policrômicas em suas paredes feitas a muitos anos e que sofreram os efeitos da exposição prolongada. 

## Arquitetura

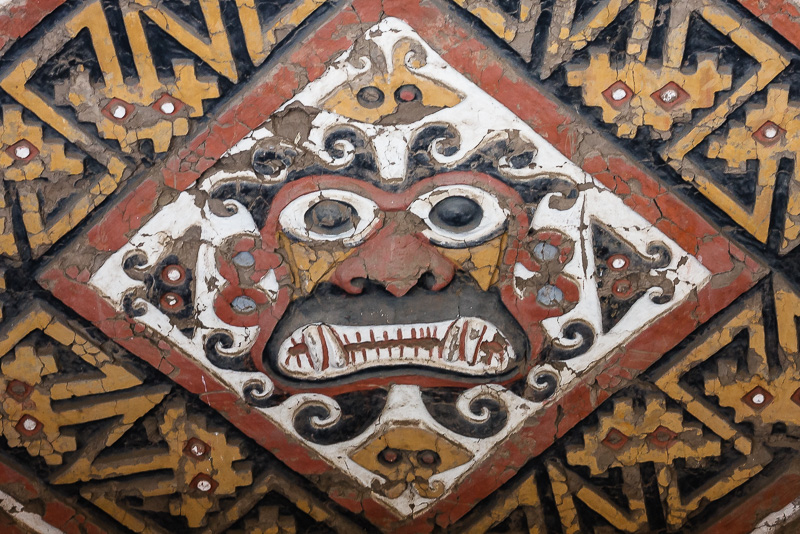
Aiapaec, principal deidade

A Huaca de la Luna consiste de três plataformas (Plataforma I, II e III) e três praças (Praças 1, 2, 3A, 3B, 3C), delimitada por grandes muros de adobe, e que servem como áreas de interligação. Ela tem uma base quadrada de 87 m de lado e uma altura de 21 metros. Os edifícios se destacam por serem sobrepostos e construídos em épocas diferentes.   
Os componentes mais importantes do edifício são os relevos com suas pinturas murais de cinco cores que representam, entre outras figuras, características e atributos da divindade moche chamada Aiapaec o  deus degolador.  

### Plataforma I
A Plataforma I é o núcleo mais alto da Huaca de la Luna, e que foi o produto de vários construções sobrepostas ao longo de aproximadamente seiscentos anos. Seguindo um calendário cerimonial, o antigo templo foi enterrado para construir sobre ele uma nova plataforma maior e mais ampla. Até agora seis edifícios foram identificados na Plataforma I da Huaca de la Luna, do Edifício A, que é o mais recente, ao Edifício F, que é o mais antigo.   
O interior da Huaca é estruturado em pátios, praças e salas que permitem a comunicação entre os diferentes ambientes. Existem espaços cobertos e galerias que apresentam projetos iconográficos em relevo ou pintura mural e outros onde não existem. A configuração do edifício ajuda a entender melhor a estrutura de poder na sociedade, afirmando que sua forma e função estão intimamente relacionados.  
Para entender a estrutura da sociedade, o estudo da arquitetura e do material utilizado são essenciais para determinar o desenvolvimento das forças produtivas.  

#### Praça 1
Estava localizada ao norte da Plataforma I, definida como um espaço aberto ou que fazem limites com as paredes dos edifícios anexos. É associado ao Edifício A, um espaço amplo para a participação de um grande número de pessoas na realização de cerimônias da cultura Moche e onde os grupos sociais participantes se relacionavam.  

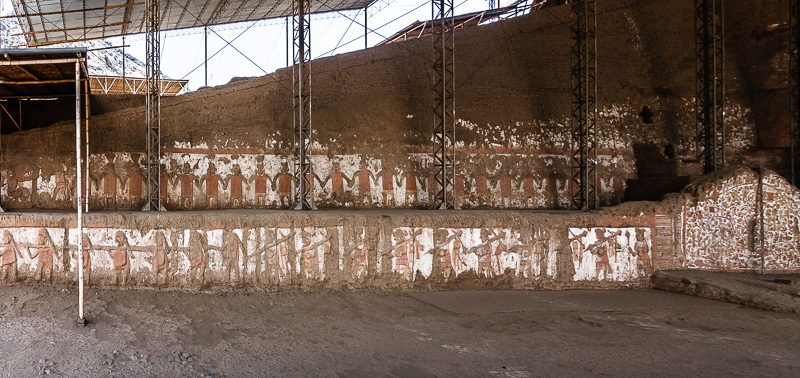
Na parte inferior, procissão de escravos. Na parte superior, pessoas de mãos dadas

As investigações do entorno da Praça 1 determinaram a função principal do local a partir da análise da arquitetura do local e quais atividades poderiam ter sido realizadas na praça, entre elas destacamos:
1. As apresentações diante das divindades do templo e da elite sacerdotal dos guerreiros capturados em combate ritual. Esta hipótese é corroborada pelos relevos da Huaca de la Luna.
2. A celebração de atos rituais relacionados com procissão até a Praça 2
3. A transferência dos restos mortais e das oferendas funerárias das Plataforma I para a Plataforma II.

A configuração deste espaço foi essencial para acomodar as multidões, permitindo a entrada de pessoas ao templo. Só os mais privilegiados poderiam subir aos níveis superiores da Huaca, enquanto o resto da multidão simplesmente observava as atividades da Praça 1.   

#### Praça 2
A Praça 2 esta ligada a Praça 1 mas tinha dimensões bem menores. Foram encontradas nela elementos de arquitetura e estruturas que tinham claramente uma função cerimonial. Ela também mostrava sinais de que foi constituída por uma sequência de remodelações construtivas.
Seu projeto arquitetônico teria respondido à divisão hierárquica do espaço e tinha uma função cerimonial embasada na presença de uma galeria, e quatro salas menores além da praça propriamente dita.  

#### Praça 3
A Praça 3 era subdividida em 3 recintos, Praça 3A, Praça 3B e Praça 3C

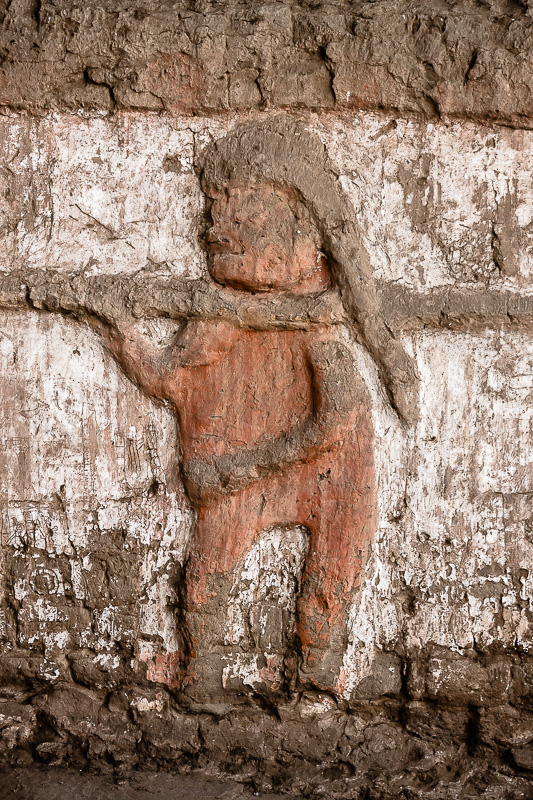
Escravo sendo levado ao sacrifício

- A Praça 3A e a Plataforma II faziam parte de uma única unidade arquitetônica e cerimonial. Os sacrifícios que se realizavam nesta praça foram concentrados no lado norte presos a uma grande rocha, onde os guerreiros sacrificados ficavam expostos.
- A Praça 3B estava localizada a sudoeste da Praça 3A e pela presença de cerâmica  é considerada uma área de sacrifícios.
- A Praça 3C cumpria a mesma atividade dos sacrifícios e continha esqueletos humanos como a Praça 3A.  [1]

A Praça 3C era circundada por quatro muros que delimitavam um espaço de 23 por 14 m, com seu eixo principal indo do oeste para o leste. Seu interior era dividido em duas câmaras, a primeira de 5,8 X 5,8 m e a segunda de 3,5 X 3,5 m, possivelmente para acomodar presos antes do ato cerimonial. Uma estrutura retangular localizada na frente do compartimento maior, foi denominada altar do sacrifício ou pódio do sacrifício. Ela tinha dois níveis com a possibilidade de colocar dois indivíduos em diferentes alturas. Na frente dela existia uma pequena rampa, no lado norte. A construção destas estruturas esta relacionada com o sacrifício de prisioneiros, onde o carrasco ficava no altar e os sacrificados ficavam ajoelhados sobre a rampa inferior, o que facilita o trabalho do carrasco. Em frente a este recinto existia um banco para os indivíduos que iriam para o sacrifício. 

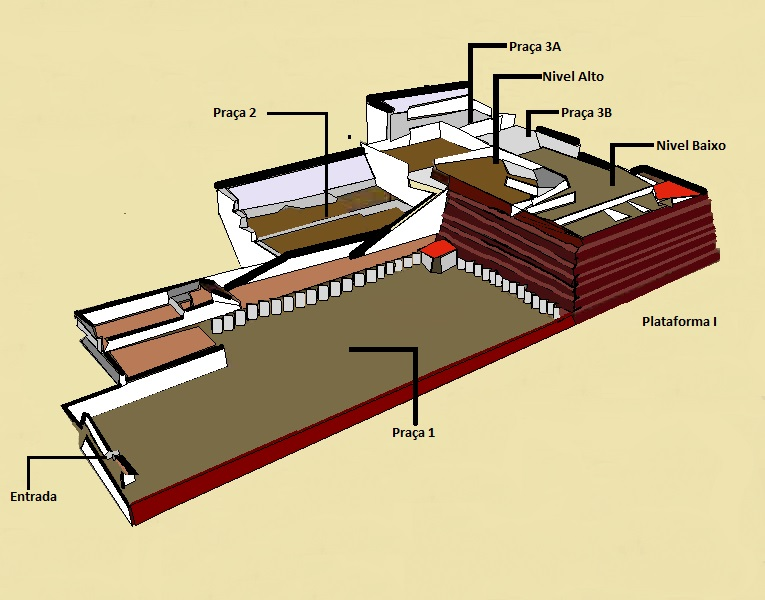
Representação aproximada da Huaca de la Luna